# Luciobarbus caspius
Luciobarbus caspius és una espècie de peix cipriniforme de la família dels ciprínids.